# Psectra jeanneli
Psectra jeanneli är en insektsart som först beskrevs av Navás 1914.  Psectra jeanneli ingår i släktet Psectra och familjen florsländor. Inga underarter finns listade i Catalogue of Life.